# Bantan (Buay Pemuka Peliung)
Bantan is een bestuurslaag in het regentschap Ogan Komering Ulu van de provincie Zuid-Sumatra, Indonesië. Bantan telt 1733 inwoners (volkstelling 2010).